# دیو بوئن
دیو بوئن (انگلیسی: Dave Bowen; ۷ ژوئن ۱۹۲۸ – ۲۵ سپتامبر ۱۹۹۵) ورزشکار فوتبال اهل بریتانیا بود.
از باشگاه‌هایی که در آن بازی کرده‌است می‌توان به باشگاه فوتبال نورث‌همپتون تاون، و باشگاه فوتبال آرسنال و باشگاه فوتبال نورث‌همپتون تاون  اشاره کرد.
وی همچنین در تیم ملی فوتبال تیم ملی فوتبال ولز بازی کرده‌است.